# MrBeast
James Stephen "Jimmy" Donaldson (sinh ngày 7 tháng 5 năm 1998), thường được biết đến với biệt danh MrBeast, là một nam YouTuber, nhân vật truyền hình kiêm doanh nhân người Mỹ. Anh nổi tiếng nhờ việc chế tạo những nội dung về những thử thách mắc tiền và đầy tính giật gân, cùng với vô số những nội dung về khám phá và hoạt động thiện nguyện. Với hơn 417 triệu người đăng ký, kênh của anh là kênh Youtube được đăng ký nhiều nhất thế giới và là người có nhiều người theo dõi cao thứ ba trên TikTok với 103 triệu lượt theo dõi. Anh cũng có hơn 60 triệu người theo dõi trên Instagram và 30,9 triệu người theo dõi trên X (trước đây là Twitter).
Anh bắt đầu đăng tải video trên YouTube vào đầu năm 2012 khi anh mới 13 tuổi, với tên gọi ban đầu là MrBeast6000; nội dung thời đó của anh bao gồm chơi trò chơi điện tử cho đến "các video ước tính sự giàu có của các YouTuber khác." Anh trở nên nổi tiếng sau video "Tôi đếm từ 1 đến 100,000" đạt hàng nghìn lượt xem chỉ trong vài ngày, và anh ngày càng phổ biến kể từ đó với đa số các video của anh có hơn mười triệu lượt xem. Sau khi kênh của anh trở nên nổi tiếng, Donaldson đã thuê một số người bạn thời thơ ấu của mình để đồng điều hành thương hiệu. Donaldson cũng có các kênh Youtube khác như Beast Reacts (trước đây là BeastHacks), MrBeast Gaming, MrBeast 2 (trước đây là MrBeast Shorts) và kênh từ thiện Beast Philanthropy.
Donaldson cũng là người sáng lập MrBeast Burger, Feastables và là đồng sáng lập của Team Trees – một quỹ từ thiện cho Arbor Day Foundation đã quyên góp được hơn 24 triệu USD cho các chiến dịch của mình. Anh cũng đồng sáng lập Team Seas, một quỹ từ thiện cho Ocean Conservancy và The Ocean Cleanup đã quyên góp được hơn 30 triệu USD.
Donaldson đã giành giải thưởng Người sáng tạo của năm bốn năm liên tiếp tại Streamy Awards vào các năm 2020, 2021, 2022 và 2023; anh cũng đã giành giải thưởng Người sáng tạo nam được yêu thích ba lần tại Nickelodeon Kids' Choice Awards năm 2022, 2023 và 2024. Năm 2023, Time đã vinh danh anh là một trong 100 người có ảnh hưởng nhất thế giới. Anh đã được xếp hạng trong danh sách Forbes dành cho những người sáng tạo nội dung trên YouTube có doanh thu cao nhất năm 2022 và có giá trị tài sản ròng ước tính là 500 triệu USD.

## Tiểu sử
James Stephen Donaldson sinh ngày 7 tháng 5 năm 1998 ở Wichita, Kansas nhưng lớn lên ở Greenville, Bắc Carolina trong gia đình đều làm trong quân đội. Cha mẹ anh ly dị vào năm 2007 khi anh mới 9 tuổi. Vào năm 2016, Donaldson tốt nghiệp từ trường Greenville Christian Academy, một trường trung học Cơ đốc giáo tư thục nhỏ trong khu vực. Anh theo học một thời gian ngắn tại Đại học East Carolina trước khi bỏ học. Sau khi bỏ học, Donaldson và bạn bè của anh ấy đã nghiên cứu các thuật toán đề xuất video trên YouTube và tìm cách để tạo các video lan truyền nhanh.

## Sự nghiệp

### Những nỗ lực đầu tiên (2012-2017)
Donaldson đăng video đầu tiên trên Youtube vào tháng 2 năm 2012 khi anh mới 13 tuổi với cái tên "MrBeast6000". Anh thường đăng các video chơi các thể loại game như Minecraft, Call of Duty: Black Ops II, hay ước tính sự giàu có của YouTuber khác.
Vào năm 2015 và 2016, Donaldson bắt đầu trở nên nổi tiếng với loạt video "Worst Intros on YouTube" để chọc cười các phần giới thiệu video trên YouTube. Năm 2016, Donaldson chính thức bỏ học ở trường Đại học East Carolina để tập trung xây dựng kênh Youtube. Mẹ của anh không đồng ý với quyết định của anh nên đã yêu cầu anh rời khỏi nhà.
Khi kênh dần phát triển, anh mời những người bạn thời thơ ấu là Kris Tyson (tên khai sinh: Chris Tyson), Chandler Hallow, Garrett Ronalds và Jake Franklin để đóng góp thêm cho kênh. Franklin rời nhóm vào năm 2020. Sau đó, Karl Jacobs, trước đây là người quay phim, đã được thăng chức để thay thế vị trí của mình.

### Trở nên nổi tiếng (2017-2020)

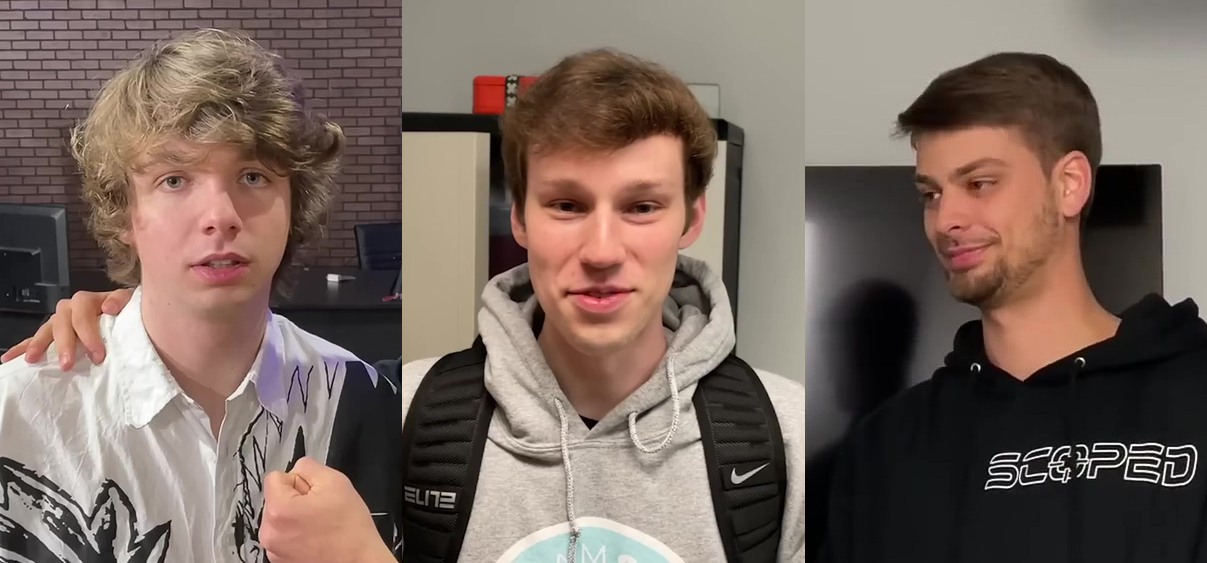
Các thành viên chính trong kênh MrBeast. Từ trái sang phải: Karl Jacobs, Nolan Hansen, và Chandler Hallow

Tháng 1 năm 2017, Donaldson đăng video dài gần một ngày chỉ để đếm tới 100,000, video này sau đó đã trở nên nổi tiếng và trở thành bước đột phá đầu tiên trong sự nghiệp của anh. Anh đã mất 40 tiếng để đọc xong nhưng video đã tua nhanh chỉ còn 24 tiếng. Sau sự nổi tiếng của video đó Donaldson tiếp tục đăng tải những video thử thách như cố gắng làm vỡ kính bằng 100 chiếc loa phóng thanh, xem sơn khô trong một giờ, cố gắng ở dưới nước trong 24 giờ, cuối cùng đã thất bại do các vấn đề sức khỏe và một nỗ lực không thành công để quay fidget spinner.
Trong cuộc cạnh tranh đăng ký giữa PewDiePie và T-Series để tìm kiếm ai là kênh Youtube nhiều lượt đăng ký nhất vào năm 2018, Donaldson đã liên tục quảng bá và kêu gọi mọi người đăng ký cho
PewDiePie dành chiến thắng trước T-Series. Tại Super Bowl LIII, anh đã mua chỗ ngồi ở trận đấu và cùng những người bạn của mình mặc những chiếc áo với thông điệp "Sub 2 PewDiePie".
Vào tháng 3 năm 2019, Donaldson đã tổ chức và quay một cuộc thi battle royale ngoài đời thực tại Los Angeles với giải thưởng là 200.000 đô la (hai ván đấu được chơi, giúp tiền thưởng của trò chơi là 100.000 đô la cho mỗi ván đấu) hợp tác với Apex Legends. Sự kiện và giải thưởng được tài trợ bởi nhà phát hành Apex Legends Electronic Arts.
Donaldson bị cáo buộc sử dụng tiền giả trong video có tựa đề "I Opened A FREE BANK" (tạm dịch: Tôi đã mở một NGÂN HÀNG MIỄN PHÍ) được phát hành vào ngày 23 tháng 11 năm 2019. Sau đó, anh giải thích rằng anh đã sử dụng tiền giả để tránh lo ngại về sự an toàn của người tham gia và rằng những người tham gia đã nhận được séc thật sau buổi quay.
Tháng 4 năm 2020, Donaldson tổ chức cuộc thi oẳn tù tì giải thưởng 250.000 đô la với sự tham gia của 32 người nổi tiếng, người chiến thắng sau cùng là Nadeshot. Sau thành công của giải đấu lần trước, vào tháng 10 anh tiếp tục tổ chức cuộc thi giải câu đố trị giá 300.000 đô la với 24 đối thủ cạnh tranh, chị em nhà Charli và Dixie D'Amelio đã dành giải thưởng nhưng gây ra tranh cãi vì những cáo buộc rằng họ đã gian lận.

### Thành công chính thống (2021-2024)
Ngày 1 tháng 1 năm 2021, Donaldson phát hành video "Youtube Rewind 2020, Thank God It's Over" (tạm dịch: Youtube Rewind 2020, tạ ơn Chúa nó đã kết thúc). Trong video của Donaldson, anh giải thích rằng anh ấy luôn tin rằng những người dùng YouTube "nên có tiếng nói nhiều hơn trong Rewind", và với suy nghĩ này, anh ấy quyết định gọi "hàng trăm người dùng YouTube". Cuối video, Donaldson đã dành lời khen ngợi cho PewDiePie, trích dẫn anh ấy và Rewind 2018 của anh ấy là nguồn cảm hứng cho Rewind của Donaldson.  Một tháng sau, Donaldson đã ký một thỏa thuận phân phối nội dung trên Facebook và Snapchat với Jellysmack.
Tháng 11 năm 2021, Donaldson đăng một video mang tên "$456,000 Squid Game in Real Life!, lấy ý tưởng từ bộ phim Squid Game ra ngoài đời thật. Có 456 người chơi cạnh tranh để dành lấy 456.000 đô la. Video này của anh là một trong những video nhiều lượt xem nhất trên Youtube năm 2021, nhận hơn 130 triệu lượt xem trong vòng một tuần. Đạo diễn bộ phim Squid Game - Hwang Dong-hyuk đã phản ứng tích cực với video tái hiện của Donaldson.
Vào tháng 12 năm 2021, Donaldson tiếp tục tạo ra một trò chơi khác dành cho 15 Youtuber nổi tiếng trên thế giới với phần thưởng trị giá 1 triệu đô la, người chiến thắng sau cùng là Zach King. Tháng 1 năm 2022, Forbes đã xếp hạng Donaldson là người sáng tạo nội dung có thu nhập cao nhất trên Youtube, ước tính kiếm được 54 triệu đô la vào năm 2021.
Ngày 28 tháng 7 năm 2022, Donaldson đạt 100 triệu lượt đăng ký và dành lấy Nút Kim cương đỏ trở thành Youtuber thứ năm và Youtuber cá nhân thứ hai đạt cột mốc này. Vào ngày 17 tháng 11 năm 2022, Donaldson đã đạt được Kỷ lục Guinness thế giới về "Youtuber cá nhân nam có nhiều lượt đăng ký nhất" với kênh MrBeast của mình với 112,193,139 người đăng ký.
Ngày 15 tháng 10 năm 2023, anh đạt 200 triệu người đăng ký. Donaldson có video 1 tỷ lượt xem đầu tiên đầu tiên ở video Shorts "Would You Fly To Paris For A Baguette?" (tạm dịch: Bạn có muốn bay đến Paris vì chiếc bánh Baguette?) vào tháng 1 năm 2024.
Ngày 1 tháng 6 năm 2024, Donaldson đã vượt qua công ty sản xuất phim và nhãn hiệu âm nhạc T-Series của Ấn Độ về số lượng người đăng ký. Vào ngày 10 tháng 7 năm 2024, Donaldson trở thành YouTuber đầu tiên vượt qua 300 triệu người đăng ký. Ngày 13 tháng 7 năm 2024, Donaldson đã tải lên chương trình đặc biệt 300 triệu người đăng ký của mình, " 50 YouTubers Fight for $1.000.000 " (tạm dịch: 50 Youtuber chiến đấu cho 1.000.000 đô la). Video có sự xuất hiện của khách mời là Howie Mandel, Miranda Cosgrove và Joey Chestnut. Video này đã đạt 71 triệu lượt xem trong 24 giờ đầu tiên, trở thành video được xem nhiều nhất của Donaldson trong vòng 24 giờ đầu tiên.

### Các cáo buộc (2024-nay)
Ngày 24 tháng 7 năm 2024, Donaldson đã loại Tyson khỏi thương hiệu MrBeast sau khi xuất hiện cáo buộc về hành vi sai trái không phù hợp với nhiều trẻ vị thành niên và gây sức ép với một cựu nhân viên thực hiện hành vi tình dục.  Tuy nhiên, Tyson đã đưa ra tuyên bố của riêng mình, nói rằng cô ấy tự nguyện rời đi và quyết định rời đi của cô ấy là sự đồng thuận. Nạn nhân bị cáo buộc đã trả lời các cáo buộc bằng cách phủ nhận rằng anh ta đã bị dụ dỗ, gọi đó là "lời nói dối trắng trợn và bóp méo sự thật" và tuyên bố rằng Tyson chỉ "nói một vài câu chuyện cười nhạy cảm". Tuy nhiên, nạn nhân bị cáo buộc sau đó đã thay đổi câu chuyện của mình và tuyên bố rằng, "Những cuộc trò chuyện này không nên xảy ra với những người ở độ tuổi của tôi vào thời điểm đó" và rằng "Tôi là trẻ vị thành niên trong tình huống này [...] Tôi không thấy điều này là sai vào thời điểm đó". Donaldson đã đưa ra một tuyên bố rằng anh thấy "ghê tởm và phản đối những hành vi không thể chấp nhận được như vậy" như đã bị cáo buộc và đang thuê một điều tra viên độc lập để điều tra sâu hơn về vấn đề này.  Sau đó, một máy chủ Discord có những người liên quan đến cáo buộc hiện diện đã bị rò rỉ 500.000 tin nhắn trên GitHub, được cho là chứa các cuộc trò chuyện rõ ràng, sau đó đã bị gỡ xuống.
Cùng ngày, một trong những cựu nhân viên của Donaldson đã phát hành một video trên YouTube cáo buộc Donaldson gian lận các cuộc thi, điều hành xổ số bất hợp pháp và lừa dối những người hâm mộ trẻ tuổi của mình. Trong một video thứ hai, người tải lên đã phỏng vấn một cựu nhân viên khác, người này mô tả điều kiện làm việc kém, cũng như việc Donaldson thuê một tội phạm tình dục đã đăng ký bị buộc tội tấn công trẻ vị thành niên. Người tải lên cũng cáo buộc rằng người quay phim của Donaldson đã tấn công tình dục nhiều phụ nữ. Trước khi video thứ hai được phát hành, Donaldson đã cam kết thuê một giám đốc nhân sự, giám đốc tài chính và cố vấn chung, cũng như triển khai đào tạo về sự nhạy cảm cho nhân viên. Tyson cũng đang bị công ty luật Quinn Emanuel Urquhart & Sullivan điều tra.

## Các dự án khác

### Ngón tay trên ứng dụng
Vào tháng 6 năm 2020, Donaldson, hợp tác với nhóm nghệ thuật MSCHF có trụ sở tại Brooklyn, đã phát hành một trò chơi di động nhiều người chơi có tên là Finger on the App. Trong trò chơi, người chơi chạm vào màn hình điện thoại của họ và người cuối cùng rời ngón tay khỏi màn hình sẽ giành được 25.000 đô la. Cuối cùng, bốn người đã giành được 20.000 đô la mỗi người sau khi giữ ngón tay của họ trên ứng dụng trong hơn 70 giờ. Trò chơi được cho là thành công đến mức phần tiếp theo có tên Finger on the App 2 ban đầu được lên kế hoạch ra mắt vào tháng 12 năm 2020. Trò chơi đã bị hoãn lại đến tháng 2, và sau đó bị trì hoãn thêm đến tháng 3 năm 2021 do quá nhiều lượt tải xuống, khiến trò chơi bị sập và yêu cầu các nhà phát triển trò chơi phải nâng cấp máy chủ của họ. Lần này, trò chơi có giải thưởng lớn là 100.000 đô la. Người chiến thắng giữ ngón tay của họ trên màn hình điện thoại trong khoảng 51 giờ. Người về nhì cũng nhận được giải thưởng trị giá 20.000 đô la.

### MrBeast Burger

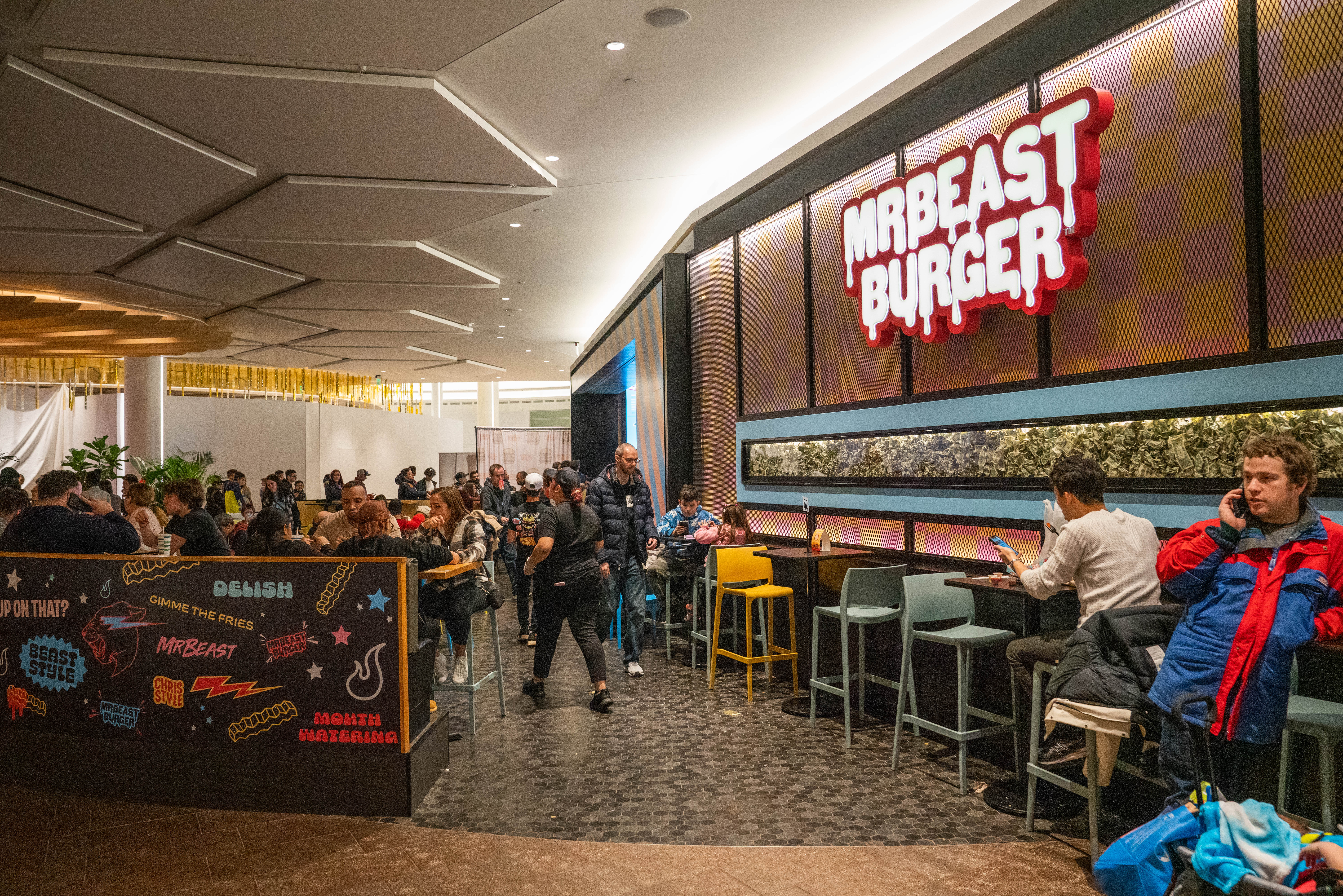
Một nhà hàng MrBeast Burger ở New Jersey

Will Hyde, nhà sản xuất của kênh MrBeast, đã công bố trong một bài báo tháng 11 năm 2020 với The Wake Weekly rằng Donaldson sẽ ra mắt một nhà hàng ảo có tên MrBeast Burger vào tháng 12 năm 2020. Hyde cho biết nhóm của ông đã làm việc với Virtual Dining Concepts trong quá trình phát triển khái niệm nhà hàng. Ông cho biết MrBeast Burger sẽ bán quyền nhượng quyền để phục vụ bánh mì kẹp thịt cho các nhà hàng trên khắp Hoa Kỳ và khách hàng sẽ có thể đặt bánh mì kẹp thịt thông qua các dịch vụ giao hàng trực tuyến.
Vào tháng 8 năm 2022, Donaldson thông báo rằng ông sẽ mang một cửa hàng MrBeast Burger đến Trung tâm thương mại American Dream ở East Rutherford, New Jersey, gần Thành phố New York, để trở thành địa điểm cho nhà hàng đầu tiên của ông tại Hoa Kỳ. Nhà hàng đã mở cửa vào ngày 4 tháng 9 năm 2022.
Vào ngày 17 tháng 6 năm 2023, Donaldson bày tỏ mong muốn đóng cửa MrBeast Burger vì lo ngại rằng chất lượng không được đảm bảo, nói rằng ông hối hận vì đã ký "một thỏa thuận tồi" với Virtual Dining Concepts , LLC, nhưng cho biết công ty "sẽ không để tôi dừng lại mặc dù điều đó rất tệ cho thương hiệu của tôi". Vào ngày 31 tháng 7 năm 2023, Donaldson đã kiện Virtual Dining Concepts để chấm dứt quan hệ đối tác của họ, cáo buộc rằng công ty đã làm hỏng danh tiếng của ông bằng cách ưu tiên mở rộng thương hiệu MrBeast Burger hơn chất lượng thực phẩm. Donaldson cũng tuyên bố rằng ông không nhận được khoản thanh toán nào từ quan hệ đối tác. Virtual Dining Concepts đã phản đối các khiếu nại, tuyên bố rằng Donaldson đã nâng cao danh tiếng của mình nhờ thương hiệu MrBeast Burger và cáo buộc Donaldson cố gắng ký một thỏa thuận mới để trục lợi cá nhân và dùng đến "bắt nạt" khi bị từ chối.

### Feastables

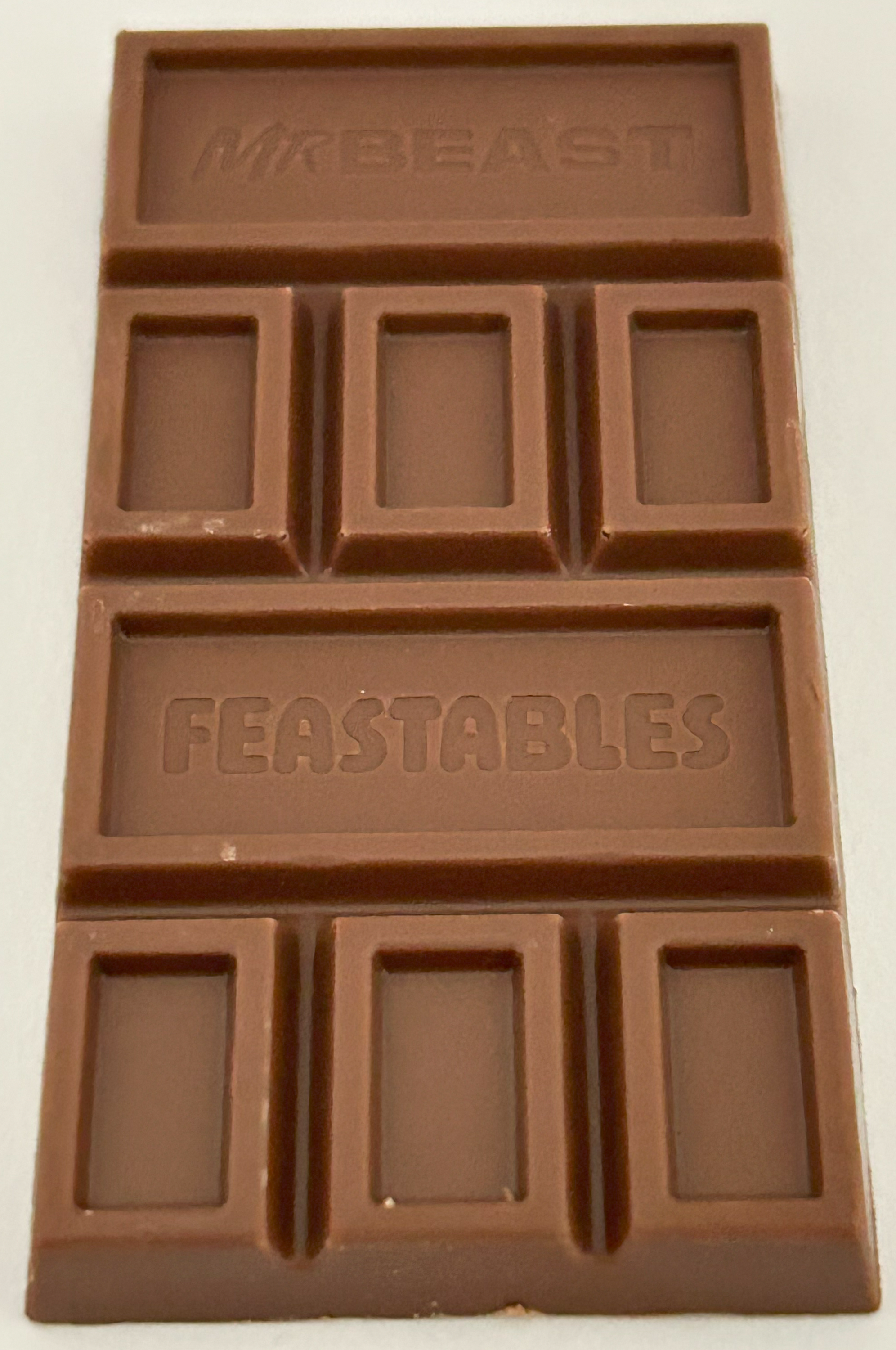
Một thanh Feastables mới

Vào tháng 1 năm 2022, Donaldson thông báo thành lập một công ty thực phẩm mới có tên là Feastables, công ty này đã tung ra thương hiệu thanh sô cô la riêng của mình có tên là "Feastables". Khi ra mắt, họ cung cấp ba hương vị thanh: nguyên bản, hạnh nhân và quinoa giòn. Buổi ra mắt tương ứng với một cuộc rút thăm trúng thưởng với giải thưởng hơn 1 triệu đô la, bao gồm mười người chiến thắng giải thưởng lớn sẽ có cơ hội cạnh tranh để giành được một nhà máy sô cô la trong một video trong tương lai, mô phỏng theo Charlie và Nhà máy sô cô la. Video được phát hành vào tháng 6 năm 2022, bao gồm một loạt các thử thách loại trừ, trong đó người chiến thắng sẽ giành được quyền chọn nhà máy sô cô la hoặc giải thưởng tiền mặt 500.000 đô la. Đầu bếp Michelin Star Gordon Ramsay đã làm giám khảo trong thử thách cuối cùng của video và cuối cùng quyết định ai sẽ giành được giải thưởng tiền mặt. Feastables được cho là đã kiếm được 10 triệu đô la trong vài tháng đầu hoạt động.
Vào ngày 3 tháng 3 năm 2023, Donaldson đã yêu cầu người hâm mộ trên Twitter "dọn dẹp cách trình bày" các sản phẩm trưng bày của Feastables trên các kệ hàng trong cửa hàng và đề xuất rằng họ nên che khuất các sản phẩm cạnh tranh. Feastables đã đề nghị người hâm mộ tham gia chương trình xổ số trị giá 5.000 đô la nếu họ cung cấp bằng chứng về sự hỗ trợ của mình. Các dòng tweet đã thu hút sự chỉ trích và cáo buộc rằng Feastables đang bóc lột người hâm mộ để làm việc không công.
Vào ngày 2 tháng 10 năm 2023, Feastables đã ký kết hợp tác với Charlotte Hornets để đưa phù hiệu của MrBeast vào áo đấu của họ.
Vào ngày 11 tháng 1 năm 2024, Donaldson đã công bố những thay đổi đối với thanh sô cô la Feastables ban đầu, bao gồm hình dạng và công thức mới. Donaldson và nhóm Feastables không hoàn toàn hài lòng với hương vị của thanh sô cô la ban đầu, tạo cảm hứng cho Donaldson thay đổi Feastables thành "loại sô cô la có hương vị ngon nhất mà nhân loại từng tạo ra".

### Đầu tư và quan hệ đối tác
Donaldson là nhà đầu tư vào công ty khởi nghiệp công nghệ Backbone, nơi sản xuất Backbone One , một bộ điều khiển giúp điện thoại thông minh trông giống với bộ điều khiển Nintendo Switch hơn, và ứng dụng Backbone, một ứng dụng tạo nội dung và công cụ xã hội cho người dùng.
Tháng 3 năm 2021, Donaldson đã hợp tác với mạng lưới tài chính Creative Juice để giới thiệu Juice Funds, một quỹ đầu tư trị giá 2 triệu đô la dành cho những người sáng tạo nội dung.
Tháng 4 năm 2021, Donaldson đã trở thành nhà đầu tư và đối tác dài hạn của công ty công nghệ tài chính Current. Cùng tháng đó, Donaldson đã phải chịu phản ứng dữ dội sau khi người hâm mộ mất một khoản tiền lớn trong một chương trình tiền điện tử mà Donaldson đã đầu tư và quảng bá.
Tháng 11 năm 2022, Donaldson đã hợp tác với Đại học East Carolina để tạo ra một khóa học tập trung vào việc tạo nội dung YouTube.
Tháng 5 năm 2023, Donaldson được mời làm giám khảo trong chương trình Food Stars của Gordon Ramsay.
Tháng 9 năm 2023, Donaldson đã hợp tác với Samsung, biến dòng điện thoại thông minh Samsung Galaxy trở thành máy quay vlog chính thức của MrBeast.

## Từ thiện

### #TeamTrees

Team Trees

Vào ngày 25 tháng 10 năm 2019, Donaldson và cựu kỹ sư NASA kiêm YouTuber Mark Rober đã công bố một sự kiện gây quỹ hợp tác trên YouTube có tên #TeamTrees. Mục tiêu của dự án này là gây quỹ 20 triệu đô la cho Arbor Day Foundation trước ngày 1 tháng 1 năm 2020 và trồng cây "muộn nhất là vào tháng 12 năm 2022". 
Mọi khoản quyên góp đều được chuyển đến Arbor Day Foundation, nơi cam kết trồng một cây cho mỗi đô la quyên góp. Những YouTuber nổi tiếng như Rhett & Link, Marshmello, iJustine, Marques Brownlee, The Slow Mo Guys, Ninja, Simone Giertz, Jacksepticeye và Smarter Every Day đã thu hút sự chú ý đến dự án và cây bắt đầu được trồng vào tháng 10 năm 2019 tại các công viên quốc gia Hoa Kỳ.
Vào ngày 19 tháng 12 năm đó, mục tiêu 20 triệu đô la đã vượt qua. Dự án đã nhận được những khoản quyên góp lớn từ các giám đốc điều hành công ty Jack Dorsey, Susan Wojcicki, Elon Musk và Tobias Lütke, cũng như từ các công ty như Discovery, Verizon và PopCap. Tobias Lütke, người sáng lập kiêm giám đốc điều hành của Shopify, nắm giữ kỷ lục về khoản quyên góp cao nhất với 1.000.001 cây được trồng.
Tính đến ngày 5 tháng 6 năm 2024, mục tiêu ban đầu là 20 triệu cây đã bị vượt xa, với hơn 24,7 triệu cây được trồng trên mặt đất.

### Beast Philanthropy
Ngày 17 tháng 9 năm 2020, kênh YouTube Beast Philanthropy đã được tạo. Trong video đầu tiên của kênh, Donaldson đã công bố tổ chức từ thiện và ngân hàng thực phẩm và chỉ định Darren Margolias, người đã xuất hiện trong các video trước đó, làm giám đốc điều hành. Theo mô tả của kênh, 100% doanh thu quảng cáo, hợp đồng thương hiệu và doanh số bán hàng hóa của kênh được quyên góp cho tổ chức từ thiện.
Những sáng kiến đáng chú ý của Beast Philanthropy bao gồm tặng 10.000 con gà tây cho quê hương Greenville của ông, tặng 20.000 đôi giày cho trẻ em ở châu Phi, xây dựng 100 giếng nước ở châu Phi cho những ngôi làng có nguồn nước sạch hạn chế,  và tặng công nghệ trị giá 300.000 đô la cho nhiều trường học khác nhau.

### #TeamSeas

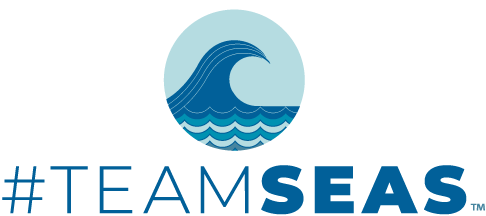
Team Seas

Ngày 29 tháng 10 năm 2021, Jimmy và Mark Rober đã tổ chức một sự kiện thử thách hợp tác khác trên YouTube có tên #TeamSeas. Mục tiêu của dự án này là gây quỹ 30 triệu đô la cho Ocean Conservancy và The Ocean Cleanup trước ngày 1 tháng 1 năm 2022. Mục tiêu 30 triệu đô la sẽ tài trợ cho việc loại bỏ 30 triệu pound nhựa và các chất thải khác khỏi đại dương, sông ngòi và bãi biển. Donaldson và Rober đã kêu gọi hàng nghìn người sáng tạo nội dung, bao gồm AzzyLand, DanTDM, TommyInnit, LinusTechTips, TierZoo, LEMMiNO, The Infographics Show, Hannah Stocking, Dhar Mann và Marques Brownlee, đồng thời hợp tác với sáng kiến tám triệu người sáng tạo nội dung toàn cầu của BEN và TubeBuddy để quảng bá cho hoạt động gây quỹ.
Tính đến ngày 5 tháng 6 năm 2024, mục tiêu ban đầu là 30 triệu đô la đã vượt qua 12–13%, với số tiền huy động được là hơn 33,7 triệu đô la.

## Thành tựu

### Giải thưởng
| Năm  | Giải                                 | Thể loại                           | Kết quả   | TK              |
| ---- | ------------------------------------ | ---------------------------------- | --------- | --------------- |
| 2019 | Streamy Awards                       | Người sáng tạo đột phá             | Đoạt giải | [ 107 ]         |
| 2019 | Streamy Awards                       | Nhân viên tập hợp                  | Đề cử     | [ 107 ]         |
| 2019 | Streamy Awards                       | Người sáng tạo của năm             | Đề cử     | [ 107 ]         |
| 2020 | Giải Shorty                          | YouTuber của năm                   | Đoạt giải |                 |
| 2020 | Giải Streamy                         | Người sáng tạo của năm             | Đoạt giải | [ 108 ] [ 109 ] |
| 2020 | Giải Streamy                         | Live Special                       | Đoạt giải | [ 108 ] [ 109 ] |
| 2020 | Giải Streamy                         | Social Good: Nhà sáng tạo          | Đoạt giải | [ 108 ] [ 109 ] |
| 2020 | Giải Streamy                         | Social Good: Tổ chức phi lợi nhuận | Đoạt giải | [ 108 ] [ 109 ] |
| 2021 | Nickelodeon Kids 'Choice Awards 2021 | Ngôi sao xã hội nam yêu thích      | Đề cử     | [ 110 ]         |
| 2021 | Streamy Awards                       | Người sáng tạo của năm             | Đoạt giải | [ 111 ]         |
| 2022 | Nickelodeon Kids 'Choice Awards 2022 | Người sáng tạo nam yêu thích       | Đoạt giải |                 |

### Kỷ lục thế giới
| Nhà xuất bản           | Năm  | Kỷ lục                                                 | Người giữ kỷ lục | Tk.     |
| ---------------------- | ---- | ------------------------------------------------------ | ---------------- | ------- |
| Guinness World Records | 2021 | Youtuber doanh thu cao nhất (thời điểm hiện tại)       | MrBeast          | [ 112 ] |
| Guinness World Records | 2022 | Burger thuần chay lớn nhất                             | MrBeast          | [ 113 ] |
| Guinness World Records | 2022 | Youtuber cá nhân nam có nhiều lượt đăng ký nhất        | Jimmy Donaldson  | [ 114 ] |
| Guinness World Records | 2023 | Người đầu tiên đạt 1 triệu người theo dõi trên Threads | MrBeast          | [ 115 ] |